# Ndi Okereke Onyiuke
Ndi Okereke Onyiuke (sinh ngày 2 tháng 11 năm 1950) là tổng giám đốc của Sở giao dịch chứng khoán Nigeria và là nhà môi giới chứng khoán nữ đầu tiên ở Nigeria.

## Tiểu sử và học vấn
Cô có học vấn trung học tại trường cao đẳng Queens, Enugu. Cô có bằng MBA về Tài chính và Khoa học Máy tính của Đại học Thành phố New York, Hoa Kỳ. Okereke-Onyiuke cũng kiếm được một Tiến sĩ Triết học cũng như Tiến sĩ Quản trị Tài chính và thị trường chứng khoán từ Graduate School của trường đại học cùng  Ndi Okereke Onyiuke bắt đầu làm việc với thị trường chứng khoán Nigeria vào tháng 1 năm 1983 như là Giám đốc và Trưởng phòng Nghiên cứu và Dịch vụ thông tin.

## Sự nghiệp
Bà đã vươn lên vị trí cao nhất của Tổng giám đốc và Giám đốc điều hành của Sở giao dịch chứng khoán Nigeria (NSE). Ndi Okereke Onyiuke là một trong những phụ nữ đáng chú ý ở Nigeria, người đã chiếm các vị trí chính trị và hành chính quan trọng và quan trọng. Cô là người phụ nữ đầu tiên từng giữ vị trí Giám đốc NSE.
Ndi Okereke Onyiuke trong số những người khác được Tổ chức xuất sắc chuyên nghiệp Nigeria (PEFON) vinh danh vì sự xuất sắc và dẫn đầu ngay trong nghề nghiệp của họ 